# Alfred Chicken
Alfred Chicken è un videogioco d'avventura sviluppato dalla Twilight, distribuito nel Regno Unito nel febbraio 1993, per poi approdare negli Stati Uniti d'America.

## Modalità di gioco
Il pollo Alfred, il personaggio interpretato dal giocatore, attraversa cinque livelli. Per completare un livello, bisogna beccare tutti i palloncini: l'ultimo pallone esploso porta al boss di fine livello. Se Alfred muore, ricomincia il livello sotto forma di uovo.Se finisce tutte le vite nella versione Super dorme su una bomba per poi diventare pollo arrosto.
Un fiore gigante, Mr Pekles, può concedere ad Alfred dei potenziamenti, ma solo se risponderà correttamente alla domanda posta dal fiore gigante. Ogni abilità è unica ed ha uno scopo differente.